# Alberto Wagner de Reyna
Alberto Federico Guillermo Wagner de Reyna (Lima, Perú, 7 de junio de 1915 - París, Francia, 9 de agosto de 2006) fue un diplomático, abogado, filósofo, historiador y escritor peruano. Es considerado uno de los representantes más destacados del existencialismo cristiano en su país natal y de América Latina. 

## Biografía
Nacido en Lima en 1915, fue hijo de Otto Wagner Hochstetter y de Carmen María Reyna Alcalá. 
Realizó sus estudios escolares en los colegios Alemán y Sagrados Corazones Recoleta, el Institut Grünau de Berna y en el colegio Santa Rosa de Chosica (ciudad esta última a la que hubo de trasladarse por problemas de salud). En 1932, ingresó a la Universidad Católica de Lima, donde cursó estudios superiores primero de Letras y luego de Derecho, y donde se vinculó al pensamiento humanista cristiano. Dos años después, ingresó al Ministerio de Relaciones Exteriores como empleado civil y, en 1935, con la condición de agregado honorario, se trasladó a Alemania para proseguir estudios de Derecho y, sobre todo, de Filosofía. En la Universidad de Berlín, fue alumno de Hartmann y Guardini, y, en la de Friburgo, discípulo de Heidegger, quien lo influyó notablemente y lo introdujo a profundidad en la metafísica y la fenomenología. A su regreso a la Universidad Católica, obtuvo el doctorado en Filosofía con una tesis sobre Heidegger (el primer tratado del filósofo en castellano) en 1938 y en Derecho al año siguiente.
En 1939, ingresó al servicio diplomático en Torre Tagle y fue destinado como auxiliar a la oficina de Protocolo, posición desde la cual acompañó al presidente Prado en su gira nacional al año siguiente.
En 1941, se casó en la Nunciatura Apostólica, con Victoria Grau Wiesse, nieta del almirante Miguel Grau, héroe de la Guerra del Pacífico. La pareja tuvo nueve hijos.

### Carrera diplomática
En su carrera diplomática, y antes de alcanzar el rango máximo, fue destacado al Brasil, Portugal, Suiza y Chile.
Luego de haber desempeñado funciones como Secretario General del Ministerio de Relaciones Exteriores, fue embajador ante la Unesco, Grecia, Alemania, Colombia, Yugoslavia y Francia (1978-1980) sucesivamente.
A lo largo de su dilatada carrera diplomática fue condecorado por cada uno de los países en donde estuvo acreditado.

### Otros cargos
Miembro de la Sociedad Peruana de Filosofía.
Una vez en el retiro, fue elegido miembro del Consejo de la Universidad de las Naciones Unidas en Tokio, así como del Consejo Pontificio de la Cultura. También fue miembro de la Academia Peruana de la Lengua.

## Traducciones
Tradujo a Santo Tomás de Aquino y Martin Heidegger al castellano. De este último, vertió al español su célebre Carta sobre el «humanismo», dirigida al filósofo francés Jean Beaufret. El texto fue publicado en torno a 1953 por el Instituto de Investigaciones Histórico-Culturales de la Universidad de Chile, dentro de la colección Tradición y Tarea, dirigida por Ernesto Grassi. Apareció con Doctrina de la verdad según Platón, escrito de Heidegger traducido por Juan David García Bacca, en un volumen que contiene una Introducción de Ernesto Grassi sobre El humanismo y el problema del origen del pensamiento moderno (traducido desde el italiano por Joaquín Barceló). Su traducción fue recogida posteriormente en el libro Sobre el humanismo, Ed. Sur, Buenos Aires, 1960. Aparece junto con el texto de Jean-Paul Sartre El existencialismo es un humanismo (vertido al castellano por Victoria Prati de Fernández).

## Obras
De su abundante producción escrita se debe mencionar principalmente:
- La Ontología fundamental de Heidegger. Su motivo y significación. Lima: Editorial Lumen, 1938. (Otra Ed. Buenos Aires: Ed. Losada, 1939; 1945,) Nota preliminar de Francisco Romero. Primer trabajo en castellano sobre el filósofo alemán.
- El cuaderno de las siete invocaciones. (Poesía). Bello Horizonte: Ediciones Trébol, 1945.
- Las tres Marías. (Auto sacramental). Lisboa: 1946. (Otra Ed. Santiago: Mesa Redonda,1950).
- Leyendas de Santa Rosa. Santander: Imp. Liberia Moderna, 1947.
- La Filosofía en Iberoamérica. Patrocinado por la Sociedad Peruana de Filosofía. Lima: Impr. Santa María, 1949.
- El concepto de verdad en Aristóteles. Mendoza: Universidad Nacional de Cuyo, 1951.
- Destino y vocación de Iberoamérica. Madrid: Ediciones Cultura Hispánica, 1954.
- La fuga. (Novela). Santiago de Chile: Edit. Zig Zag, 1955.
- La sonata de una nota perdida. Lima: Editorial J. Mejía Baca, 1958.
- Hacia más allá de los linderos. (Ensayo). Tucumán: Universidad Nacional de Tucumán, 1959.
- Como todo en la tierra: Los Villalta. (Novela). Lima: Editorial El Sol, 1962.
- Prólogo a: Walter Bröcker: Aristóteles, Ediciones de la Universidad de Chile, Santiago, 1963 (Trad. de Francisco Soler Grima).
- Las relaciones diplomáticas entre el Perú y Chile durante el conflicto con España (1864-1867). Lima: Ediciones del Sol, 1963.
- Historia diplomática del Perú 1900-1945. Lima: Ediciones Peruanas, 1964.
- Relatos de viaje. Lima: Editorial Universitaria, 1968.
- Pobreza y cultura. Lima: Fondo Editorial PUCP, 1982.
- Modelo Peruano Publicaciones de la Universidad Externado de Colombia; Bogotá, 1974.
- Bajo el jazmín: Memorias. Lima: Ministerio de Relaciones Exteriores, Academia Diplomática del Perú, 1997.
- La poca fe. Lima: Fondo Editorial PUCP. 2003. ISBN 9789972425684.

| Predecesor: Harry Beleván McBride     | Representante Permanente del Perú ante la Unesco 1966 a 1969 | Sucesor: Guillermo Lohmann Villena                |
| Predecesor: Walter Peñaloza           | Embajador en Bonn 1969 a 7 de marzo de 1972                  | Sucesor: Hubert Wieland Alzamora                  |
| Predecesor: Arturo García Salazar     | Embajador en Bogotá 7 de marzo de 1972 a 1975                | Sucesor: Néstor Francisco Popolizio Bardales      |
| Predecesor: Carlos Vásquez Ayllón     | Embajador en Belgrado 1975                                   | Sucesor: Hugo Ernesto Palma Valderrama            |
| Predecesor: Guillermo Lohmann Villena | Representante Permanente del Perú ante la Unesco 1976 a 1978 | Sucesor: Manuel Rodríguez Cuadros, Encargado a.i. |